# Žalhostice
Žalhostice (en allemand : Czalositz ou Tschalositz) est une commune du district de Litoměřice, dans la région d'Ústí nad Labem, en Tchéquie. Sa population s'élevait à 526 habitants en 2021.

## Géographie
Žalhostice se trouve au pied du versant méridional des monts Métallifères, sur la rive droite de l'Elbe.
Le village est situé à 4 km au sud-ouest du centre de Litoměřice, à 16 km au sud-sud-est d'Ústí nad Labem et à 56 km au nord-ouest de Prague.

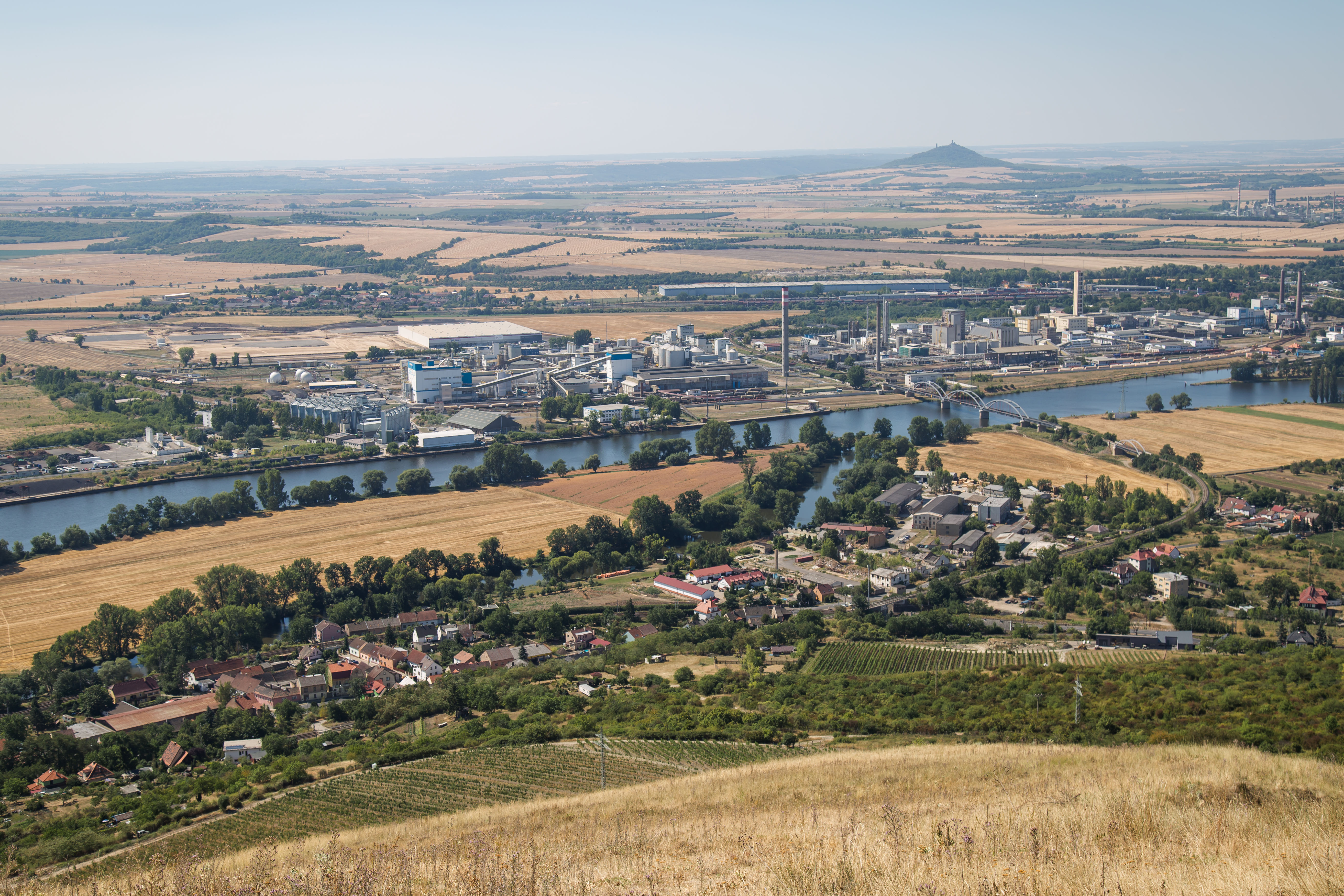
Vue de Žalhostice depuis le mont Radobýl.
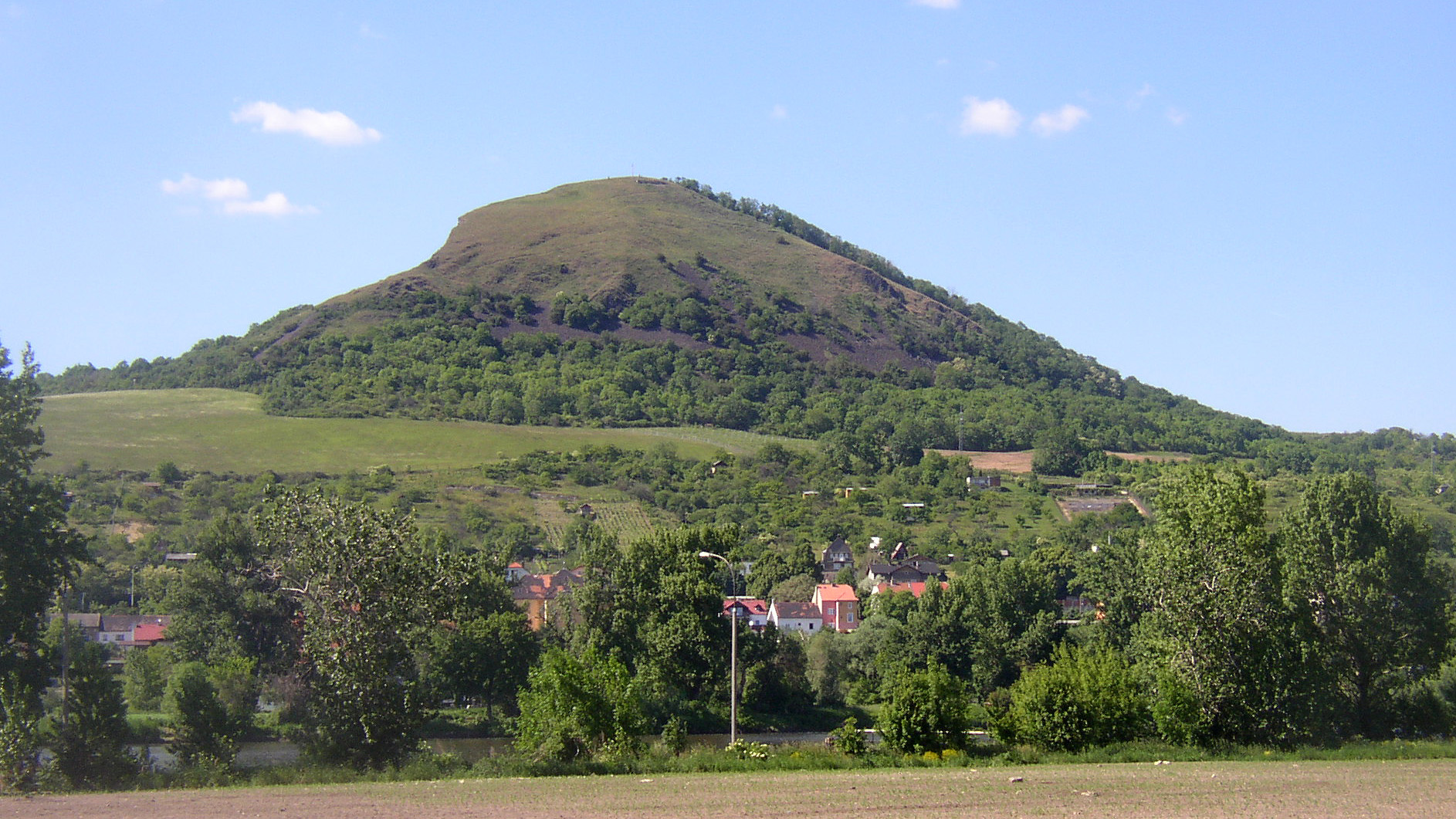
Le mont Radobýl (399 m), au nord-est de la commune.

La commune est limitée au nord par Michalovice, à l'est par Litoměřice, au sud par Mlékojedy et Lovosice et à l'ouest par Píšťany et Velké Žernoseky.

## Histoire
La première mention écrite du village date de 1319.

## Transports
Par la route, Žalhostice se trouve à 4 km de Litoměřice, à 22 km d'Ústí nad Labem  et à 69 km de Prague.